# Napeogenes sodalis
Espèce
Napeogenes sodalis est une espèce d'insectes lépidoptères (papillons) qui appartient à la famille des Nymphalidae, à la sous-famille des Danainae et au genre Napeogenes.

## Taxinomie
Napeogenes sodalis a été décrit par l'entomologiste allemand Richard Haensch en 1905.

## Écologie et distribution
Napeogenes sodalis est présent au Pérou.

### Protection
Pas de statut de protection particulier.